# Mike Newton
Mike Newton (ur. 14 kwietnia 1960 roku w Manchesterze) – brytyjski biznesmen i kierowca wyścigowy.

## Kariera
Newton rozpoczął karierę w międzynarodowych wyścigach samochodowych w 1992 roku od startów w Tooheys 1000, gdzie jednak nie zdobywał punktów. W późniejszych latach Brytyjczyk pojawiał się także w stawce Bathurst 12 Hour Race, Bathurst 1000, Bob Jane T-Marts 500, Grand American Rolex Series, American Le Mans Series, 1000 km Le Mans, FIA GT Championship, 24-godzinnego wyścigu Le Mans, Le Mans Endurance Series, Le Mans Series oraz Speed EuroSeries.
W 1994 roku Hughes pełnił rolę kierowcy testowego ekipy Lotus.

## Wyniki w 24h Le Mans
| Rok  | Zespół                                  | Partnerzy                  | Samochód           | Klasa | Okr. | Poz. | Klasa Pos. |
| ---- | --------------------------------------- | -------------------------- | ------------------ | ----- | ---- | ---- | ---------- |
| 2003 | Graham Nash Motorsport Ray Mallock Ltd. | Thomas Erdos Pedro Chaves  | Saleen S7-R        | GTS   | 292  | 28   | 6          |
| 2004 | Ray Mallock Ltd.                        | Thomas Erdos Nathan Kinch  | MG-Lola EX257-AER  | LMP1  | 256  | NU   | NU         |
| 2005 | Ray Mallock Ltd.                        | Thomas Erdos Warren Hughes | MG-Lola EX264-Judd | LMP1  | 305  | 20   | 1          |
| 2006 | Ray Mallock Ltd.                        | Thomas Erdos Andy Wallace  | MG-Lola EX264-AER  | LMP2  | 343  | 8    | 1          |
| 2007 | Ray Mallock Ltd.                        | Thomas Erdos Andy Wallace  | MG-Lola EX264-AER  | LMP2  | 251  | NU   | NU         |
| 2008 | Ray Mallock Ltd.                        | Thomas Erdos Andy Wallace  | MG-Lola EX265-AER  | LMP2  | 100  | NU   | NU         |
| 2009 | RML                                     | Thomas Erdos Chris Dyson   | Lola B08/86-Mazda  | LMP2  | 273  | NU   | NU         |
| 2010 | RML                                     | Thomas Erdos Andy Wallace  | Lola B08/80-HPD    | LMP2  | 358  | 8    | 3          |
| 2011 | RML                                     | Thomas Erdos Ben Collins   | HPD ARX-01d        | LMP2  | 314  | 12   | 4          |